# أل سكينر
أل سكينر (16 يونيو 1952 بماونت فيرنون في الولايات المتحدة - ) (بالإنجليزية: Al Skinner)‏ هو مدرب كرة سلة ولاعب كرة سلة أمريكي في مركز هجوم خلفي. لعب مع ديترويت بيستونز وفيلادلفيا سفنتي سيكسرز.

## وصلات خارجية
- أل سكينر على موقع إن بي أي (الإنجليزية)
- أل سكينر على موقع سبورتس رفرنس (الإنجليزية)
- أل سكينر على موقع كلية كرة السلة في سبورتس رفرنس.كوم (الإنجليزية)
- أل سكينر على موقع ريلجم (الإنجليزية)
- أل سكينر على موقع بروبوليرز (الإنجليزية)
- أل سكينر على موقع كلية كرة السلة في سبورتس رفرنس.كوم (الإنجليزية)